# 内船歌舞伎
内船歌舞伎（うつぶなかぶき）は、山梨県南巨摩郡南部町の内船地区で催されている地歌舞伎である。

## 概要
18世紀の宝暦時代に江戸の旅芸人が身延山参拝の帰路に内船地区へ立ち寄り、40日の滞在中に地域の住民に歌舞伎を伝授したのが始まりとされている。この旅芸人はその後も身延山参拝を行なっては内船地区に立ち寄り指導を行なっていた。
伝承された当初は内船地区内に「上の座」「中の座」「下の座」の3つの座があり、内船地区にある八幡神社には座が存在し、それぞれ持ち回りで公演が行われていたほか、出張公演も行われている。
その後担い手不足により衰退し、昭和30年代には「上の座」のみが継承されていたが、1975年(昭和50年)に青年団OBらによって保存会が設立され、毎年12月に南部町文化ホールにて地元小学生による子供歌舞伎が公演されている。また、会員以外にも門戸が開かれてからは町立南部中学校の生徒や南部警察署の若手署員による公演も行われるようになった。
2011年(平成23年)12月1日に山梨県から無形民俗文化財の指定を受けている